# هوگو رانر
هوگو رهنر (انگلیسی: Hugo Rahner; ۳ مهٔ ۱۹۰۰ – ۲۱ دسامبر ۱۹۶۸) استاد دانشگاه، و کشیش کاتولیک اهل آلمان بود.